# Рамадан у Великій Британії
Рамадан у Великій Британії відзначається мусульманською громадою країни, яка становить приблизно 6,0 % населення (майже 3,9 мільйона осіб), що робить іслам другою після християнства за чисельністю релігією у Великій Британії.

## Спостереження за місяцем
Дати Рамадану у Великій Британії відповідають ісламському місячному календарю. Початок традиційно підтверджується спостереженнями за фазами Місяця, хоча деякі спільноти покладаються на повідомлення з Саудівської Аравії або астрономічні розрахунки. Явище так званих «місячних воєн», коли британські мусульмани намагаються спостерігати за місцевими світилами, став культурною подією, що відображає зв'язок ісламу з природними циклами.

## Релігійні практики
Мусульмани утримуються від їжі, пиття та гріховної поведінки від світанку (сухур) до заходу сонця (іфтар). Через довший світловий день у Великій Британії влітку піст триває 16–17 годин. Як і в інших мечетях, у лондонській Центральній мечеті проводяться нічні молитви таравіх із конкурсами читання Корану та перекладами жестовою мовою для інклюзивності. «Ніч сили» (27-й день Рамадану) відзначається розширеними молитвами та читанням Корану.

## Кулінарні традиції та іфтар
Розговіння під час іфтару — це шанована традиція. У Великій Британії страви іфтар часто складаються з суміші традиційних страв різних культур. Звичайні страви включають фініки, супи з сочевиці, самоси та шашлики. Такі ресурси, як BBC Good Food, пропонують колекцію рецептів, спеціально розроблених для Рамадану, починаючи від енергійного сухуру та закінчуючи ситним іфтаром.
Ресторани та супермаркети у Великій Британії часто задовольняють підвищений попит на халяльну їжу та спеціальні делікатеси Рамадану.

## Благодійна діяльність та громадська діяльність
Благодійність є наріжним каменем Рамадану. У Великій Британії такі ініціативи, як «Проєкт наметів Рамадану», демонструють цей дух, організовуючи безкоштовні заходи Open Iftar у таких знакових місцях, як Трафальгарська площа та Музей Вікторії та Альберта. Ці заходи спрямовані на сприяння міжкультурному взаєморозумінню та згуртованості спільноти, запрошуючи людей різного походження до участі в іфтарі.
Такі організації, як Ліга ісламського світу в Лондоні, влаштовують міжконфесійні обіди з християнськими, єврейськими та бахаїськими лідерами, сприяючи соціальній згуртованості.
«Іфтар із сусідом» — проєкт, який запрошує шукачів притулку та немусульман до спільної їжі, підкреслюючи солідарність.
Політичні лідери, включаючи прем'єр-міністра, видають вітання з Рамаданом, підвищуючи обізнаність і влаштовуючи святковий іфтар.

## Економічний ефект
Термін «Рамаданська лихоманка» з'явився в 2011 році, щоб описати сплеск активності роздрібної торгівлі під час Рамадану, який пояснюється напливом заможних відвідувачів з Близького Сходу до Великої Британії.
Рамадан робить значний внесок в економіку Великої Британії, за оцінками, його загальний економічний вплив коливається від 800 до 1,3 мільярда фунтів стерлінгів щорічно. Він включає роздрібні витрати на їжу, одяг і подарунки, а також благодійні внески. Сектор подорожей і туризму також переживає пожвавлення, оскільки в цей період багато мусульман подорожують, щоб відвідати родину і друзів або вирушають у відпустку. Останні звіти свідчать про те, що економіка Великої Британії під час Рамадану стрімко зросла за останнє десятиліття, відображаючи зростання купівельної спроможності та впливу британських мусульман.

## Висвітлення в медіа та сприйняття громадськістю
Репрезентація Рамадану в медіа зазнала помітних змін. У 2025 році BBC вперше транслювало молитву Ід у прямому ефірі з центральної мечеті Бредфорда. Однак зображення в медіа також можуть викликати суперечки; наприклад, мер Лондона Садік Хан зіткнувся з критикою через його послання до Іду, в якому згадуються міжнародні конфлікти, що призвело до дебатів щодо політизації релігійних обрядів.